# 桓雲
桓 雲（かん うん、生年不詳 - 360年）は、東晋の軍人・官僚。字は雲子。譙国竜亢県（現在の安徽省蚌埠市懐遠県）の人。父は宣城内史桓彝。

## 生涯
驃騎将軍何充の参軍・尚書郎に任じられたが、仕えなかった。
万年県男を継ぎ、建武将軍・義成郡太守に任じられた。
升平2年（358年）8月、豫州刺史謝奕が亡くなった。司徒司馬昱は桓雲を豫州刺史に任じようとした。僕射王彪之（王彬の子）が司馬昱を訪ねた。王彪之は、桓雲の非才と、兵権が竜亢桓氏に帰することで国家の基盤が揺らぐのを憂い、反対した。司馬昱はこの意見を容れて、呉興郡太守謝万を西中郎将・監司豫冀并四州諸軍事・豫州刺史に任じた。
母の孔憲が亡くなると職を辞した。葬儀が終わると江州刺史に任じられた。病と称して、母の墓の近くに庵をむすんだ。詔書によって官に就くことを迫られても、辞退して就くことはなかった。
服喪が一段落すると、職に就くことになった。仮節・都督司豫二州諸軍事・鎮蛮護軍・西陽郡太守に任じられた。桓雲は民衆を招集し、兵員を充たそうと考えた。あちこちで法を曲げて、人々を罪に陥れて徴集した。人々は皆、怨みを抱いた。しかし、兄の征西大将軍桓温が実権を握っていたため、役人が弾劾することはなかった。
升平4年（360年）に亡くなった。平南将軍を贈され、貞と諡された。子の桓序が後を嗣ぎ、官職は宣城内史までに至った。

## 家系

### 父
- 桓彝 - 字は茂倫

### 母
- 孔憲 - 臨賀太夫人を追贈された

### 兄弟
- 桓温 - 長兄、字は元子
- 桓豁 - 三弟、字は朗子
- 桓秘 - 四弟、字は穆子
- 桓沖 - 五弟、字は幼子

### 子
- 桓序